# Biblioteconomia jurídica

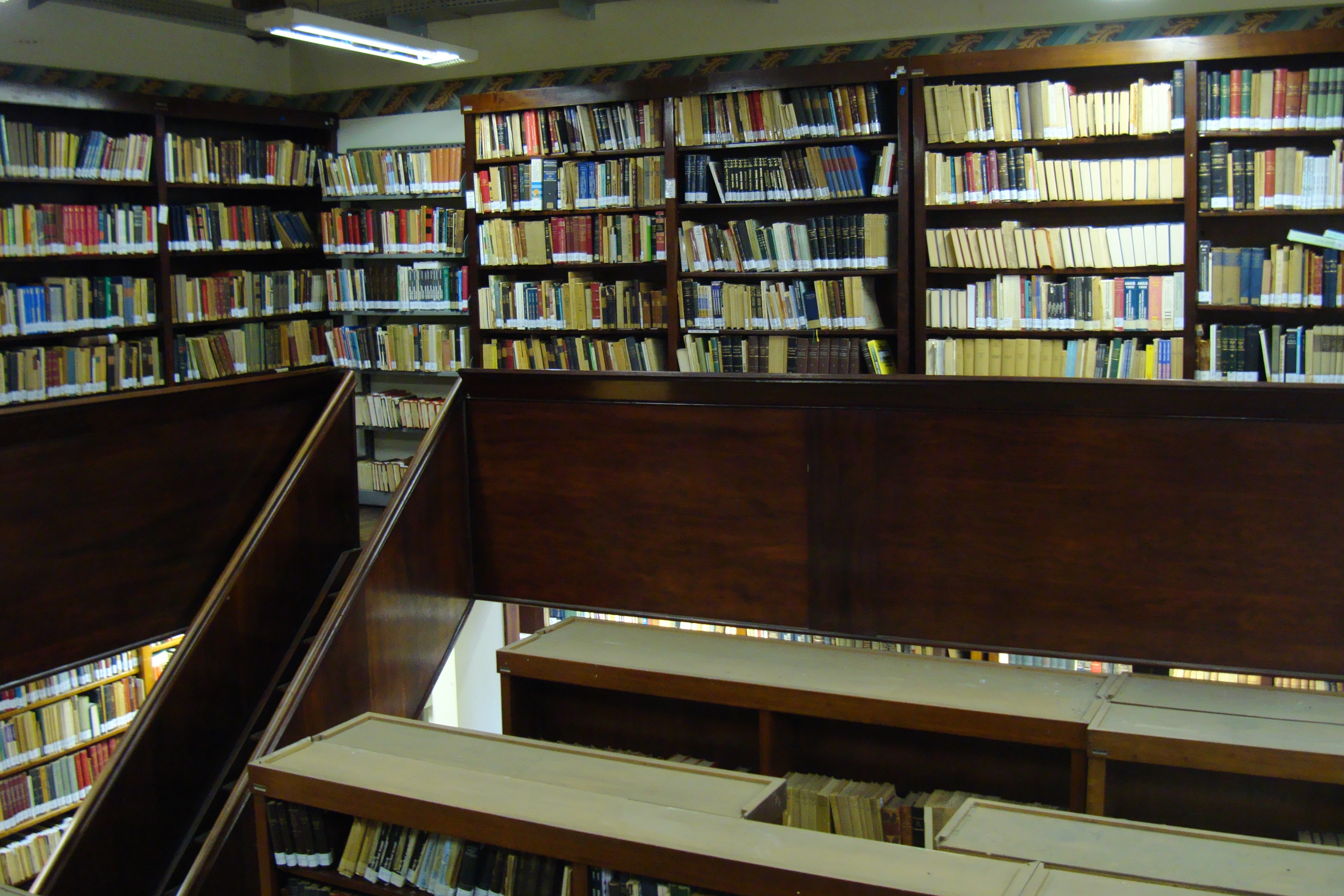
Biblioteca da Faculdade de Direito da Universidade Federal do Rio Grande do Sul.

Biblioteconomia Jurídica é o campo da Biblioteconomia aplicada à ciência do Direito. Essa especialização utiliza as teorias, técnicas da Biblioteconomia para facilitar o acesso à informação jurídica de forma ágil e eficiente.
O arcabouço teórico da área tem se desenvolvido substancialmente nos últimos anos e tem sido sistematicamente publicado em revistas de Biblioteconomia e Documentação, anais de congressos/seminários e publicações avulsas.
O Encontro Nacional de Informação e Documentação Jurídica (ENIDJ) é o grande evento científico desta área e "representa um acontecimento de significância para os bibliotecários, analistas de sistemas, advogados e para todos os interessados no desenvolvimento da informação jurídica, reunindo em seus anais uma grande variedade de comunicações que vão desde a organização e controle do acervo, automação dos serviços na área jurídica, linguagem e recuperação da informação, automação e desenvolvimento de bases de dados bibliográficos, indexação automatizada de documentos até o uso das novas tecnologias aplicadas à área jurídica." (Ohira, Orengo, Sell & , 1996).
Nos últimos anos, o Seminário Nacional de Documentação e Informação Jurídicas vem despontando como o evento principal da área. Até 2014, aconteceram quatro edições: 2007, 2010 e 2012 (em Brasília), 2013 (em Florianópolis - SC).
"Nas últimas três décadas foram realizados outros eventos específicos de âmbito nacional, regional ou estadual: Encontro Sul Brasileiro de Documentação e Informação Jurídica, Seminário de Documentação e Informação Jurídica do Rio de Janeiro, Simpósio Paraibano de Informação jurídica, Encontro dos Documentalistas dos Tribunais do Trabalho, Seminário Paraense de Documentação e Informação Jurídica. Alguns ainda estão na sua primeira edição, mas há os que se destacam por sua constância:  Seminário de Documentação e Informação Jurídica do Rio de Janeiro e Encontro dos Documentalistas dos Tribunais do Trabalho." (PASSOS, 2004)
Em 1° de outubro de 2014, foi o lançado o periódico Cadernos de Informação Jurídica, publicado unicamente no formato eletrônico com acesso gratuito a todos os interessados, disponível em www.cajur.com.br. Seu foco é a divulgação do conhecimento e a promoção da troca de experiências entre profissionais especializados na área da Biblioteconomia Jurídica, Arquivologia, Documentação, Ciência da Informação, Museologia, Informática Jurídica e ciências afins. Seu público alvo é formado por bibliotecários, arquivistas, advogados, documentalistas, cientistas da informação, museólogos, e profissionais da área de Tecnologia da Informação que lidam com a informação e a documentação jurídica e legislativa.
É utilizada a CDDIR que é um sistema de classificação decimal de bibliotecas especializadas em direito, desenvolvido por Doris de Queiroz Carvalho. Utilizado em Biblioteconomia, é específico para obras jurídicas relacionadas com o direito brasileiro.